# Timàlia capgrisa
La timàlia capgrisa (Stachyris poliocephala) és un ocell de la família dels timàlids (Timaliidae).

## Hàbitat i distribució
Viu entre la malesa del bosc i vegetació secundària de les terres baixes, de Tailàndia, Malaia, Sumatra, l'arxipèlag Lingga i Borneo.